# Gary Andersen
Gary Lee Andersen (Salt Lake City, Utah, 1962. február 19. –) amerikai amerikaifutball-játékos és -edző, 2024-től a BYU Cougars elemzője. Korábban a Southern Utah Thunderbirds, a Utah State Aggies, a Wisconsin Badgers és az Oregon State Beavers vezetőedzője volt.

## Játékosként
A Cottonwood középiskolában két évig amerikai futballozott, majd beiratkozott a Ricks Főiskolára. Elsőévesként elnyerte az All-Conference, 1984-ben pedig az All-America elismerést. Politikatudományi diplomáját 1986-ban szerezte a Utahi Egyetemen.

## Edzőként
1997-ben a defensive tackle-ek edzőjeként tért vissza a Utah Uteshoz, majd 2001-ben helyettes vezetőedző lett; felettese, Ron McBride kirúgását követően egy szezonra a Southern Utah Thunderbirds vezetőedzője lett, majd 2004-ben védőfaledzőként újra a Utes munkatársa lett. 2005 és 2008 között újra helyettes vezetőedző volt; 2008-ban jelölték a Broyles-díjra. 2009 és 2012 között a Utah State Aggies vezetőedzője volt.
2012. december 21-én a Wisconsin Badgers vezetőedzőjének nevezték ki; az Aggiestől való távozását minden játékosával egyénileg közölte. 2014-ben az Oregon State Beavers vezetőedzője lett; állítása szerint ennek családi okai voltak, de médiaértesülések szerint nem értett egyet a Wisconsini Egyetem felvételi gyakorlatával. Ezt Andersen 2015-ben maga is megerősítette. Mivel szerződése 2019 januárjáig tartott, távozásával hárommillió dolláros kötbért kellett fizetnie.
2014. december 10-én Mike Riley utódjaként a Beavers vezetőedzője lett. 2017. október 9-én lemondott, majd 2018. január 2-án a Utes védőasszisztense lett. December 9-én újra a Utah State Aggies munkatársa lett; 2020. november 7-én a 0–3-as eredményt követően kirúgták.

## Eredményei vezetőedzőként
| Év                                                                                      | Eredmény                                    | Eredmény                                    | Helyezés                                    | Továbbjutás                                 | Rangsor                                     | Rangsor                                     |
| Év                                                                                      | Összesített                                 | Konferencia                                 | Helyezés                                    | Továbbjutás                                 | Coaches                                     | AP                                          |
| Southern Utah Thunderbirds (NCAA független)                                             | Southern Utah Thunderbirds (NCAA független) | Southern Utah Thunderbirds (NCAA független) | Southern Utah Thunderbirds (NCAA független) | Southern Utah Thunderbirds (NCAA független) | Southern Utah Thunderbirds (NCAA független) | Southern Utah Thunderbirds (NCAA független) |
| --------------------------------------------------------------------------------------- | ------------------------------------------- | ------------------------------------------- | ------------------------------------------- | ------------------------------------------- | ------------------------------------------- | ------------------------------------------- |
| 2003                                                                                    | 4–7                                         | –                                           | –                                           | –                                           | –                                           | –                                           |
| Southern Utah:                                                                          | 4–7                                         | –                                           | –                                           | –                                           | –                                           | –                                           |
| Utah State Aggies (Western Athletic Conference)                                         |                                             |                                             |                                             |                                             |                                             |                                             |
| 2009                                                                                    | 4–8                                         | 3–5                                         | T-5.                                        | –                                           | –                                           | –                                           |
| 2010                                                                                    | 4–8                                         | 2–6                                         | 7.                                          | –                                           | –                                           | –                                           |
| 2011                                                                                    | 7–6                                         | 5–2                                         | T-2.                                        | Famous Idaho Potato Bowl                    | –                                           | –                                           |
| 2012                                                                                    | 11–2                                        | 6–0                                         | 1.                                          | Famous Idaho Potato Bowl                    | 17                                          | 16                                          |
| Wisconsin Badgers (Big Ten Conference)                                                  |                                             |                                             |                                             |                                             |                                             |                                             |
| 2013                                                                                    | 9–4                                         | 6–2                                         | 2.                                          | Capital One Bowl                            | 21                                          | 22                                          |
| 2014                                                                                    | 10–3                                        | 7–1                                         | 1.                                          | Outback Bowl                                | 17                                          | 17                                          |
| Wisconsin:                                                                              | 19–7                                        | 13–3                                        | –                                           | –                                           | –                                           | –                                           |
| Oregon State Beavers (Pac-12 Conference)                                                |                                             |                                             |                                             |                                             |                                             |                                             |
| 2015                                                                                    | 2–10                                        | 0–9                                         | 6.                                          | –                                           | –                                           | –                                           |
| 2016                                                                                    | 4–8                                         | 3–6                                         | T-4.                                        | –                                           | –                                           | –                                           |
| 2017                                                                                    | 1–5                                         | 0–3                                         | –                                           | –                                           | –                                           | –                                           |
| Oregon State:                                                                           | 7–23                                        | 3–18                                        | –                                           | –                                           | –                                           | –                                           |
| Utah State Aggies (Mountain West Conference)                                            |                                             |                                             |                                             |                                             |                                             |                                             |
| 2019                                                                                    | 7–6                                         | 6–2                                         | 3.                                          | Frisco Bowl                                 | –                                           | –                                           |
| 2020                                                                                    | 0–3                                         | 0–3                                         | –                                           | –                                           | –                                           | –                                           |
| Utah State:                                                                             | 33–33                                       | 22–18                                       | –                                           | –                                           | –                                           | –                                           |
| Összesen:                                                                               | 63–70                                       | –                                           | –                                           | –                                           | –                                           | –                                           |
| Jelmagyarázat: Konferenciabajnok Konferencia-divízióbajnok vagy bajnokságra továbbjutás |                                             |                                             |                                             |                                             |                                             |                                             |

## Fordítás
- Ez a szócikk részben vagy egészben  a   Gary Andersen című angol Wikipédia-szócikk ezen változatának fordításán alapul.  Az eredeti cikk szerkesztőit annak laptörténete sorolja fel. Ez a jelzés csupán a megfogalmazás eredetét és a szerzői jogokat jelzi, nem szolgál a cikkben szereplő információk forrásmegjelöléseként.